# 陈洁 (1919年)
陈洁（1919年8月—2020年7月2日），男，安徽安庆人，中华人民共和国对外贸易工作者，原对外经济贸易部部长代表、对外贸易部副部长。

## 生平
1919年8月生于安徽安庆。1938年参加安徽省民众总动员委员会工作团。1939年加入中华民族解放先锋队。1940年加入中国共产党。参加抗日战争。1947年后，历任东北民主联军第二纵队（1949年改编为第39军）第6师第18团、16团政治处主任，第117师第349团政委等职。
1949年10月中华人民共和国成立后，历任第39军政治部宣传部部长，第115师政委等职。1950年10月随军参加朝鲜战争。1955年9月晋升上校。1960年，任第39军政治部主任。1964年9月，任商业部政治部副主任。文化大革命期间受到冲击。
1970年6月，任外贸部政治工作组负责人。1971年8月，任对外贸易部副部长。1974年8月7日，率领中华人民共和国贸易代表团到达巴西首都巴西利亚进行访问。8月15日，作为中华人民共和国政府代表在《关于中华人民共和国和巴西联邦共和国建立外交关系的联合公报》签字，标志着中华人民共和国与巴西联邦共和国正式建交。任期内，他主要作为中华人民共和国政府贸易代表团团长，参加与东欧社会主义国家和第三世界国家的贸易活动，巩固经贸关系，在各年度货物交换和付款协定上签字。
1982年3月，任对外经济贸易部部长代表（副部长级）。1986年1月不再担任上述职务。此后担任中国对外贸易开发有限公司（深圳）董事长。经常为希望工程捐款。1996年3月离休。2004年开始享受部长级医疗待遇。2020年7月2日10时30分在北京逝世。